# Jane Roberts
Jane Roberts (* 8. Mai 1929 in Saratoga Springs, New York; † 5. September 1984 in Elmira, New York) war eine US-amerikanische Autorin und Dichterin.

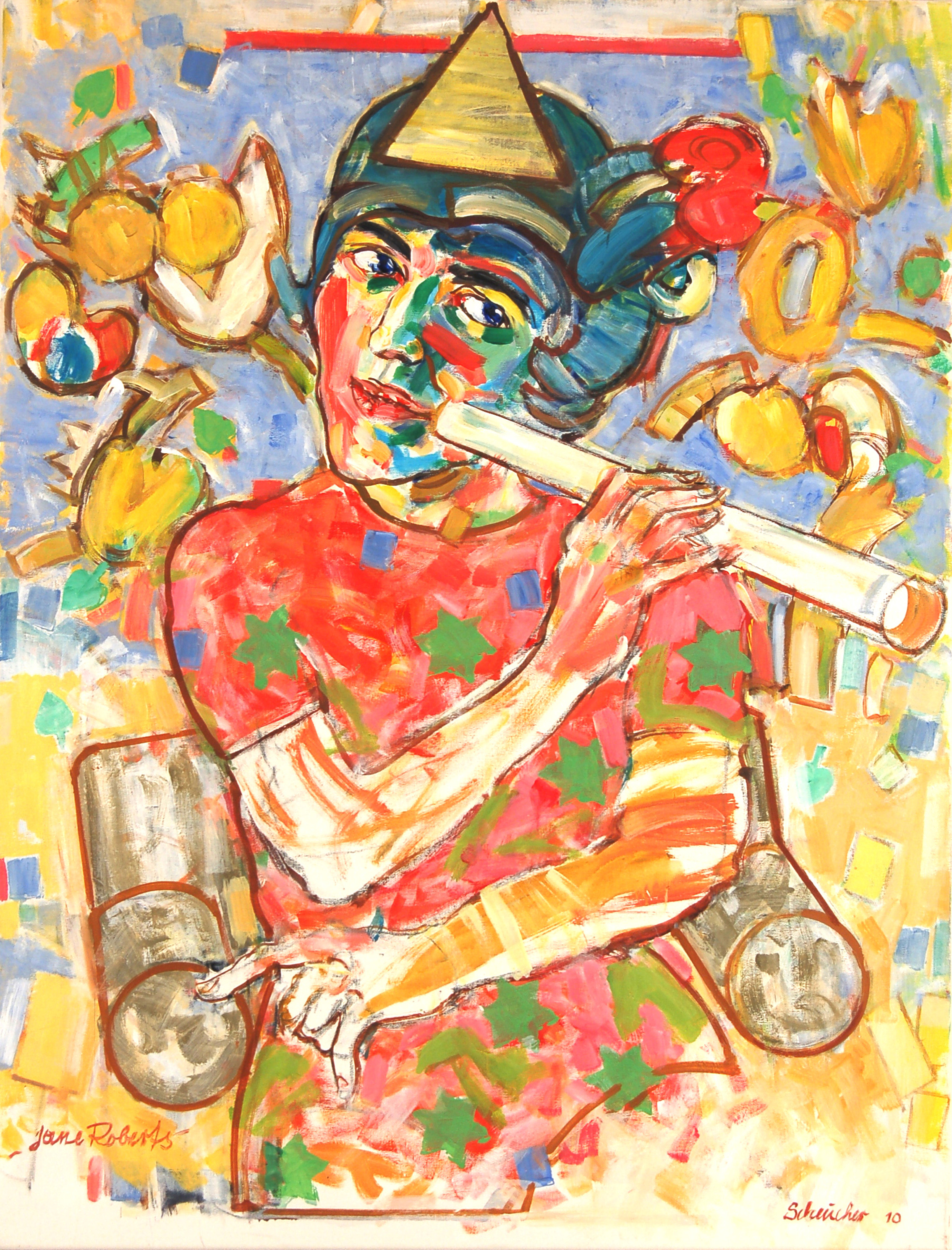
Hannes Scheucher, Jane Roberts, 2010, Acryl auf Leinen

Einer breiten Öffentlichkeit wurde sie vor allem als spirituelles Medium für ein „Wesen“ namens Seth bekannt. Durch die Veröffentlichung dieser Texte wurde sie zu einer der bekanntesten Vertreterinnen auf dem Gebiet der Außersinnlichen Wahrnehmung. Darüber hinaus veröffentlichte sie Kurzgeschichten, Lyrik, Novellen, Kindergeschichten und eigene Texte über Metaphysik, die keinen direkten Bezug zu Seth haben.

## Die Seth-Bücher
Im Jahre 1954 heiratete Jane Roberts den Maler Robert Fabian Butts (1919–2008). Erste Begegnungen mit paranormalen Phänomenen machten Roberts und Butts nach eigenen Angaben im Rahmen von Buchrecherchen bei Experimenten mit einem Ouija-Brett (einer Art Tafel mit den eingezeichneten Wörtern „Ja“, „Nein“ und den Buchstaben des Alphabets). Dabei soll erstmals am 2. Dezember 1963 der Kontakt zu Seth entstanden sein. Fortan soll Roberts in zweimal wöchentlich stattfindenden Trancesitzungen Botschaften von Seth empfangen haben, die von ihrem Ehemann handschriftlich aufgezeichnet und anschließend in Manuskriptform gebracht wurden.

### Die Charakterisierung der „Seth-Persönlichkeit“
Bis zu Jane Roberts’ Tode im Jahr 1984 entstanden auf diese Weise 10 Bücher, die sich mit Themen wie die Natur der Psyche, den Ursprung des Universums, die Theorie der Evolution, die Theorie vieler Realitäten, die Geschichte Christi, den Sinn und Zweck des physischen Daseins, die menschliche Psyche, Kollektivbewusstsein und die Relativität der Zeit beschäftigen. Die Themen der Sitzungen bis 1969 wurden von Jane Roberts unter der Bezeichnung „Seth-Material“ zusammengefasst und veröffentlicht.
Erst mit der 511. Sitzung im Januar 1970 begann Roberts die Texte einer „Seth-Persönlichkeit“ zuzuordnen und passte dieser Wesenheit in der Folge Inhalt und Struktur der Bücher an. „Seth“ bezeichnet sich demnach selbst als „multidimensionaler Energiepersönlichkeitskern“, der die Folge menschlicher Inkarnationen durchlaufen habe und nun aus einer geistigen Welt höherer Realität zu den Menschen spricht. Jane Roberts selbst hat aber immer auch die Möglichkeit in Betracht gezogen, bei Seth handele es sich um die Personifizierung eines überbewussten Teils ihres normalen Selbst, entstamme also ihrem Unbewussten oder sei eine Art „Spaltpersönlichkeit“.
Neben den zwei wöchentlichen Sitzungen, in denen die Bücher diktiert wurden, fanden in den Jahren 1968 bis 1975 auch regelmäßige Gruppensitzungen mit den Teilnehmern eines Kurses für Außersinnliche Wahrnehmung (ASW) statt. In diesen Sitzungen beantwortete Seth auch konkrete Fragen der Teilnehmer zu persönlichen Problemen. Robert Butts berichtet in seinen Randbemerkungen der Bücher, wie die „Persönlichkeit Seth“ von Jane Roberts immer in der männlichen Form als „Er“ sprach und sie bei ihrem „ganzheitlichen Namen“ Ruburt nannte.

### Zentrale Thesen der Bücher
Die in den Seth-Büchern vertretenen Thesen beziehen sich auf praktisch alle Lebensbereiche. Von metaphysischen Theorien und Spekulationen über physikalische Welterklärungen bis hin zu esoterischen Thesen und Vorhersagen von zukünftigen Ereignissen. Beispielsweise:
- Zeit und Raum seien Illusionen; Zukunft, Vergangenheit und Gegenwart existierten nur in unserer physikalischen Wirklichkeit, in der geistigen Wirklichkeit existieren sie gleichzeitig bzw. simultan.
- jede Person führe gleichzeitig verschiedene Leben (im Gegensatz zur These von den aufeinanderfolgenden Inkarnationen),
- jedes Individuum gestalte die Erfahrungen seiner persönlichen Realität selbst und habe sich deren Umstände selbst erwählt, um bestimmte Erfahrungen machen zu können,
- es gebe parallele Universen (ähnlich der Viele-Welten-Interpretation),
- Gott sei eine Quelle unerschöpflicher mentaler Energie, die die gesamte Schöpfung beinhalte; diese mentale Energie durchdringe jede einzelne Existenz im Universum und sei das „Baumaterial“ für alles, was existiere.

In „Gespräche mit Seth“ geht es u. a. auch um das Leben und Sterben Jesu Christi; in „Die Natur der Psyche“ geht es u. a. um Liebe, Sexualität und Kreativität. Viele Aussagen sind als Lebenshilfe konzipiert: so müsse man sich selbst verändern, um Veränderungen im persönlichen Leben erreichen zu können, und die Erwartungshaltung und Grundannahmen an seine Wünsche anpassen.

### Esoterische Theorien
Es wird unterschieden zwischen
- „Bezugssystem 1“: entspricht dem physischen Alltag;
- „Bezugssystem 2“: entspricht dem psychischen Alltag als Quelle von Bezugssystem 1 und dessen sinngebender und geistiger Ebene.

Die Charakterisierung von Bezugssystem 2 lässt sich dabei mit der Akasha-Chronik in der Esoterik vergleichen. In Bezugssystem 1 lebt Seth zufolge der Mensch als das vertraute Ego, als Bauherr und „Begeher“ des Lebens, während in Bezugssystem 2 jedermanns Selbst – dem Ego gleichsam unbewusst – als „Architekt“ und „Strippenzieher“ arbeitet und das physische Geschehen in Übereinstimmung mit den Glaubenssätzen des Egos immerwährend neu erschafft.

## Sonstiges Werk
Während Autoren wie Edgar Cayce eine Schule gründeten („Association for Research and Enlightenment“), geht aus den Schriften der „Seth-Persönlichkeit“ eine Ablehnung solcher Entwicklungen hervor, da die Realität eine rein individuelle Erfahrung sei. So wird auch letztlich kein geschlossenes Weltbild oder praktisches Lehr-System angeboten.
Jane Roberts schrieb außerdem einige Bücher ohne Bezugnahme auf „Seth“, die jedoch ähnliche Themen behandeln:
- Adventures in Consciousness,
- Psychic Politics,
- The God of Jane, (1981), deutsch: Der Gott von Jane, Seth-Verlag, Sempach/Schweiz, 2004, ISBN 978-3-907833-27-8
- The Education of Oversoul Seven, (1973), deutsch (Überseele Sieben, ISBN 978-3-442-12163-2),
- The Further Education of Oversoul Seven, (1979), deutsch (Lehrzeit, ISBN 3-442-12164-7),
- and Oversoul Seven and the Museum of Time, (1984), deutsch (Zeitmuseum, ISBN 3-442-12165-5).

Außerdem schrieb sie Bücher aus der Perspektive ihr ähnlich denkender Persönlichkeiten:
- The Afterdeath Journal Of An American Philosopher: The World View of William James und
- The World View of Paul Cézanne: A Psychic Interpretation

Jane Roberts starb 1984 im Alter von 55 Jahren an einer Autoimmunerkrankung. Ihre Manuskripte und Aufzeichnungen wurden der Yale University Library übergeben (siehe Weblinks). Es ist bislang das einzige esoterische Material, das dort gelagert wird. Robert Fabian Butts starb im Mai 2008 an Krebs.

## Werke
Werke von Jane Roberts, in denen sie für Seth spricht:
- Gespräche mit Seth. Ariston, Genf 1979, ISBN 3-7205-1181-2.
- Die Natur der Psyche. Ariston, Genf 1981, ISBN 3-7205-1215-0.
- Die Natur der persönlichen Realität. Ariston,  Genf 1985.
- Das Seth-Material. Ariston, Genf 1986, ISBN 3-7205-1339-4.
- Individuum und Massenschicksal. Ariston, Genf 1988, ISBN 3-7205-1511-7.
- Seth und die Wirklichkeit der Psyche. Goldmann, München, 1989, 2 Bände, ISBN 3-442-11888-3 und ISBN 3-442-11889-1.
- Träume, „Evolution“ und Werterfüllung. Ariston, Genf 1990, 2 Bände, ISBN 3-7205-1613-X und ISBN 3-7205-1615-6.
- Seths letzte Botschaft. Bauer, Freiburg im Breisgau 1999, ISBN 3-7626-0728-1.
- Die frühen Sitzungen. Seth-Verlag, Sempach/Schweiz, 2000–03, 9 Bände, ISBN 3-907833-00-7
- Die frühen Klassensitzungen. Seth-Verlag, Sempach/Schweiz, 2012–14, 4 Bände, ISBN 978-3-907833-81-0
- Seth, Träume und Projektionen des Bewusstseins. Seth-Verlag, Sempach/Schweiz, 2013, ISBN 978-3-907833-84-1

## Werke über Jane Roberts und das Seth-Material
Jane Roberts leitete während einiger Jahre einen Kurs, der sich mit außersinnlichen Phänomenen befasste. Im Rahmen dieses Kurses sprach Jane Roberts oft für Seth. Einige der Kursteilnehmer haben ihre Erfahrungen schriftlich festgehalten und später als Buch veröffentlicht. Weitere Autoren befassen sich in ihren Büchern mit der praktischen Umsetzung der Seth-Konzepte.
Die Bücher von Susan M. Watkins über das Seth-Material und Jane Roberts:
- Im Dialog mit Seth. Seth-Verlag, Sempach/Schweiz, 2011–12, 2 Bände, ISBN 978-3-907833-80-3
- Apropos Jane Roberts – Erinnerungen einer Freundin. Seth-Verlag, Sempach/Schweiz, 2014, ISBN 978-3-907833-19-3

Die Bücher von Lynda Madden Dahl und die praktische Umsetzung des Seth-Materials:
- Tausendfaches Flüstern – Das Seth-Material und die bewusste Erschaffung der eigenen Realität. Seth-Verlag, Sempach/Schweiz, 2011–12, ISBN 978-3-907833-29-2

Wikibook: